# 庞传文
庞传文（1926年—），山东省沂水县人。中华人民共和国政治人物。

## 生平
1940年，庞传文在沂水县抗日学校读书。1942年，任村青抗先指导员、区青抗先委员。1943年3月，加入中国共产党，1944年8月参加八路军，任战士、班长。1946年，任沂山武工队分队长、副队长。1948年9月，任嵩县辛乐区特派员，1950年，任嵩县公安队指导员。1952年任河南省公安总队政治部纪检干事。1954年任河南军区五十六团一营副教导员。1957年，出任孟津县人武部副政委、政委。1969年10月至1971年1月，任开封县人武部政委。1971年，庞传文任兰考县人武部政委。1971年4月，作为军代表，担任兰考县革命委员会主任、中共兰考县革命委员会核心小组组长。1972年1月，担任中共兰考县第三届委员会书记（至1972年12月），同时兼任中共开封地委委员。1974年2月至1976年10月，任上蔡县人武部政治委员。1976年，担任驻马店军分区副政治委员；同时担任中共驻马店军分区委员会常委（1979年9月离职）。